# Pimpinella nikoensis
Pimpinella nikoensis är en flockblommig växtart som beskrevs av Yoshitaka Yabe, Tomitaro Makino och Kwanji Nemoto. Pimpinella nikoensis ingår i släktet bockrötter, och familjen flockblommiga växter.

## Underarter
Arten delas in i följande underarter:
- P. n. coreana
- P. n. nikoensis